# Handley Page Hastings
El Handley Page HP.67 Hastings fue un avión de transporte de tropas y de carga británico, diseñado y fabricado por la compañía aeronáutica Handley Page para la Real Fuerza Aérea (RAF). A su introducción en servicio durante septiembre de 1948, el Hastings era el mayor avión de transporte diseñado para esta tarea.
El desarrollo del Hastings se había iniciado durante la Segunda Guerra Mundial en respuesta a la Especificación del Estado Mayor Aéreo C.3/44, que solicitaba un nuevo gran avión de transporte de cuatro motores para la RAF. Desde el principio, la compañía priorizó el desarrollo de un derivado orientado al mercado civil, pero esta vía se invirtió después de un accidente. El 7 de mayo de 1946, el primer prototipo realizó su primer vuelo; las pruebas revelaron algunas características de vuelo poco favorables, que fueron subsanadas exitosamente a través de modificaciones en la cola. El modelo fue puesto en servicio apresuradamente, por lo que pudo participar en el Bloqueo de Berlín; se informó que la flota de 32 Hastings desplegada durante la operación de la RAF entregó un total combinado de 50 700 toneladas de suministros a la ciudad.
Como la flota de Hastings de la RAF se expandió a finales de los años 40 y a principios de los 50, complementó y finalmente reemplazó al Avro York de la época de la guerra, un derivado de transporte del afamado bombardero Avro Lancaster. El Mando de Transporte de la RAF operó el Hastings como el transporte de larga distancia estándar de la RAF; como plataforma logística, contribuyó mucho en conflictos como la guerra del Sinaí y la confrontación indonesio-malaya. La  Real Fuerza Aérea de Nueva Zelanda (RNZAF) también adquirió unos pocos ejemplares para cubrir sus necesidades de transporte. Más allá de su uso como transporte, varios Hastings fueron modificados para realizar labores de pronóstico del tiempo, entrenamiento y transporte vip. También se produjo una versión civil del Hastings, el Handley Page Hermes, que sólo alcanzó ventas limitadas. El Hastings continuó siendo muy utilizado por la RAF hasta finales de los años 60, siendo la flota retirada enteramente durante 1977. El modelo fue reemplazado por varios diseños turbohélice, incluyendo el Bristol Britannia y el Lockheed Hercules de construcción estadounidense.

## Desarrollo

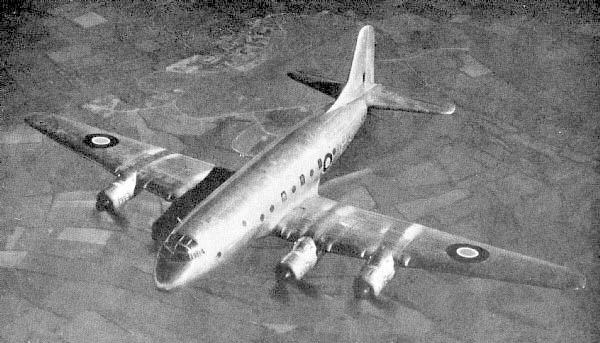
Uno de los dos prototipos del Hastings.

En los últimos años de la Segunda Guerra Mundial, el Ministerio del Aire formuló y emitió la Especificación del Estado Mayor Aéreo C.3/44, que definía un nuevo transporte de largo alcance de propósitos generales que sucediera al Avro York, un transporte derivado del bombardeo Avro Lancaster. La compañía aeronáutica británica Handley Page hizo su propia propuesta para cubrir la C.3/44, siendo designado el correspondiente diseño como HP.67. Según la revista aeronáutica Flight International, el HP.67 era un diseño extremadamente y aerodinámicamente limpio, así como relativamente ortodoxo en términos de la metodología de Handley Page. Su configuración básica era un monoplano de ala baja en voladizo totalmente metálico con una unidad de cola convencional. Poseía alas trapezoidales totalmente metálicas con diedro, que habían sido diseñadas para el abandonado desarrollo de bombardeo HP.66 desde el existente Handley Page Halifax; estas alas se unieron a un fuselaje circular, que era adecuado para una presurización de hasta 38 kPa (5,5 psi). Fue provisto con un tren de aterrizaje retráctil y rueda de cola.
Además del Hastings, también se desarrolló una versión civil, el Hermes. Inicialmente, el desarrollo de los prototipos del Hermes tenía una prioridad mayor que el Hastings, pero el programa fue puesto en espera después de que el prototipo se estrellase durante su primer vuelo, el 2 de diciembre de 1945; por ello, Handley Page concentró sus recursos en completar la variante militar Hastings. El 7 de mayo de 1946, el primero de dos prototipos del Hastings (TE580) realizó su primer vuelo desde RAF Wittering. Las pruebas de vuelo mostraron pronto algunos problemas, incluyendo inestabilidad lateral y un relativamente pobre comportamiento en el aviso de pérdida. Para rectificar estos problemas, ambos prototipos y los pocos primeros aviones de producción fueron modificados urgentemente y probados con una solución temporal: un plano de cola modificado con 15° de diedro, y la instalación de un sistema artificial de aviso de pérdida. Estos cambios habilitaron que los primeros aviones de producción, designados como Hastings C.1, entraran en servicio durante octubre de 1948.
La Real Fuerza Aérea (RAF) había encargado inicialmente 100 Hastings C.1; sin embargo, los seis últimos fueron construidos como ejemplares de reconocimiento meteorológico, siendo referidos como Hastings Met. Mk 1, mientras que otros siete aviones fueron convertidos posteriormente a este estándar. A estos aviones de reconocimiento meteorológico se les retiró el interior estándar, siendo el espacio ocupado en su lugar por equipos meteorológicos de medición y grabación, junto con una cocina y una sala de estar para mejorar la comodidad de la tripulación durante los vuelos de rutina de hasta nueve horas. Más tarde, se convirtió un total de ocho aviones C.1 a la configuración Hastings T.5 de entrenamiento, que fue usada por el Mando de Bombardeo de la RAF como reemplazo del Avro Lincoln en su Escuela de Bombardeo en RAF Lindholme. La conversión implicaba la instalación de un gran radomo ventral; cada avión podía llevar a tres apuntadores de bombardeo en prácticas en una sección de entrenamiento encima del radomo. La cabina trasera mantenía un área secundaria de transporte de pasajeros/carga, dándole también una capacidad limitada de transporte.
Aunque las modificaciones en la cola introducidas en el C.1 habían permitido al modelo entrar en servicio, se proporcionó una solución más definitiva en la forma de un plano de cola de envergadura aumentada, que fue montado más bajo en el fuselaje. Un avión que llevaba esta cola modificada instalada, junto con la instalación de depósitos de combustible adicionales dentro del ala exterior, fue predesignado como Hastings C.2; otra variante modificada de transporte vip, que estaba equipada con mayor capacidad de combustible para proporcionar más alcance que los aviones estándar, se convirtió en el HP.94 Hastings C.4.
Al final de la producción se habían fabricado 147 aviones para la RAF; se construyeron cuatro Hastings adicionales para la Real Fuerza Aérea de Nueva Zelanda (RNZAF), lo que dio un total de 151 aviones.

## Diseño

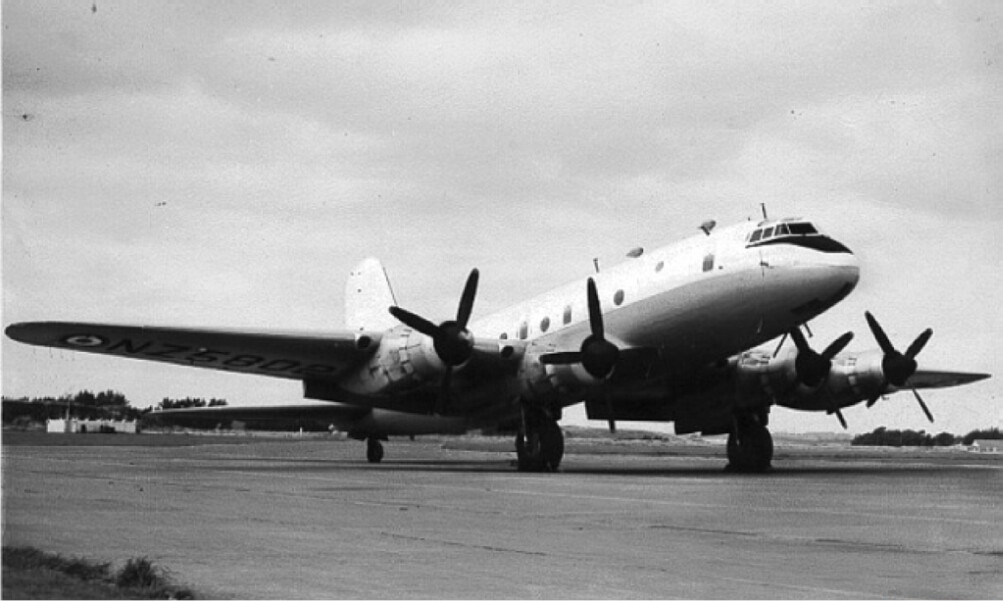
Hastings C.3 de la RNZAF en 1953.

El Handley Page Hastings era un gran avión de transporte específico de cuatro motores. Estaba dotado con varias características modernas, como un tren de aterrizaje totalmente retráctil de Messier, que era operado hidráulicamente, y un espacio de almacenaje sin precedentes para un avión de transporte de la RAF. Los casi 3000 pies cúbicos de área libre se usaban para albergar varias cargas o pasajeros. La cabina estaba equipada con un suelo Plymax, completado con ranuras, canales y puntos de amarre para asegurar bienes de varios tamaños, mientras que las paredes estaban insonorizadas y revestidas de contrachapado para aumentar la comodidad. El acceso principal se prestaba mediante una puerta de carga en el lado de babor, que incorporaba una puerta para paracaidistas, mientras que existía una segunda puerta para paracaidistas en el lado de estribor; en tierra también se podía usar una rampa de despliegue rápido adecuada para vehículos de carretera. En servicio, el avión era operado típicamente por cinco tripulantes; podía acomodar hasta 30 paracaidistas, 32 camillas y 28 heridos sentados, o un máximo de 50 soldados totalmente equipados.
En términos de estructura, el Hastings presentaba un fuselaje de sección circular, que estaba construido en tres secciones principales de marcos hechos de aleación laminada. Los marcos eran unidades de sección en Z típicos que usaban miembros de placa intercostal, pero la caja alar hacía uso de estructuras de sección en I más grandes; estas soportaban un recubrimiento de lámina metálica que estaba remachada directamente a las pestañas de los largueros. El diámetro máximo externo de 11 pies se mantenía en una extensa porción de la longitud del fuselaje, discurriendo por delante y por detrás del ala. Para que el Hastings pudiera llevar cargas sobredimensionadas en su interior, como jeeps y algunas piezas de artillería, existían puntos fuertes en la parte inferior del fuselaje para la instalación de una plataforma de transporte bajo el mismo.
El fuselaje se unía a un ala en voladizo montada baja, estando la conexión entre ambos suavemente carenada. Esta ala comprendía una estructura de largueros gemelos completada con costillas interiores de tipo diafragma; las costillas del borde de fuga acababan justo antes de los flaps divididos. Además, el borde de ataque de la sección central del ala era fácilmente desmontable, proporcionando un fácil acceso a varios sistemas eléctricos y de control albergados en el interior de la misma. Los depósitos de combustible del avión estaban justo por dentro de las góndolas motoras interiores; existían tubos eyectores retráctiles en el ala, que se usaban para expulsar combustible cuando era requerido por una situación de emergencia.
El Hastings estaba propulsado por una disposición de cuatro motores radiales de válvulas de manguito Bristol Hercules 101. Estos motores estaban instalados sobre el borde de ataque del ala mediante unidades de potencia intercambiables; las tomas de admisión de aire y los radiadores de aceite controlados termostáticamente también se encontraban dentro del ala. Sobre cada motor había un filtro de aire automatizado Vokes, que se desplegaba típicamente durante los aterrizajes y despegues. También se instalaron sistemas de detección de fuego para alertar a la tripulación de tales peligros, mientras que asimismo se instalaron extintores alrededor de cada motor. Los motores movían hélices de cuatro palas Hydromatic construidas por de Havilland, que se podían abanderar individualmente si se requería.

## Historia operacional

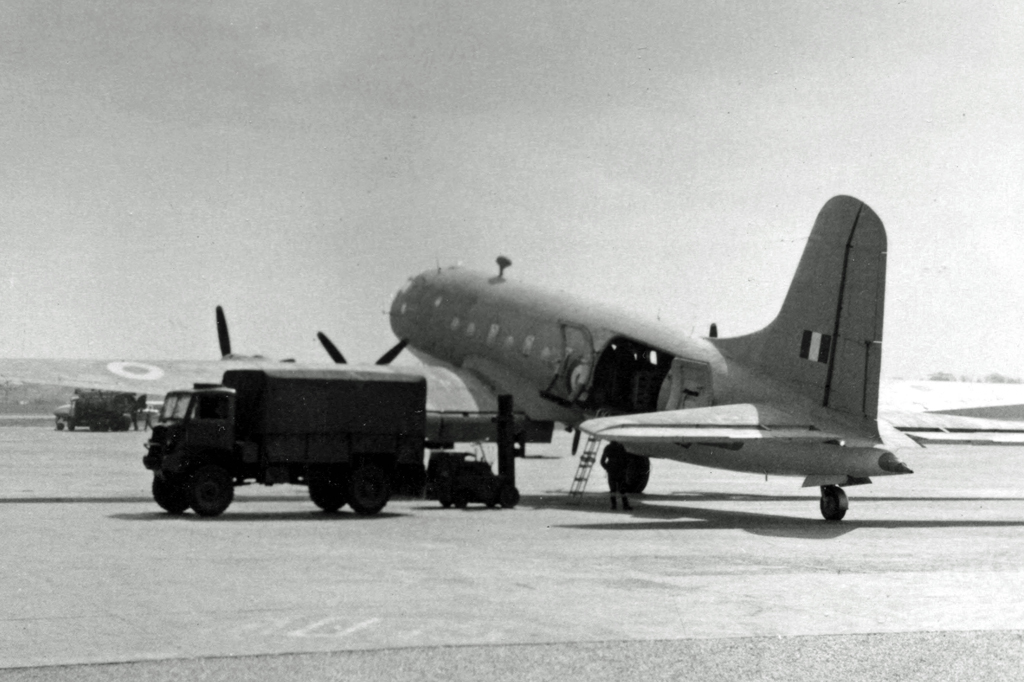
Hastings Met Mk.1 del No. 202 Squadron de la RAF, llevando el camuflaje del Mando Costero en el Aeropuerto de Mánchester en 1954.

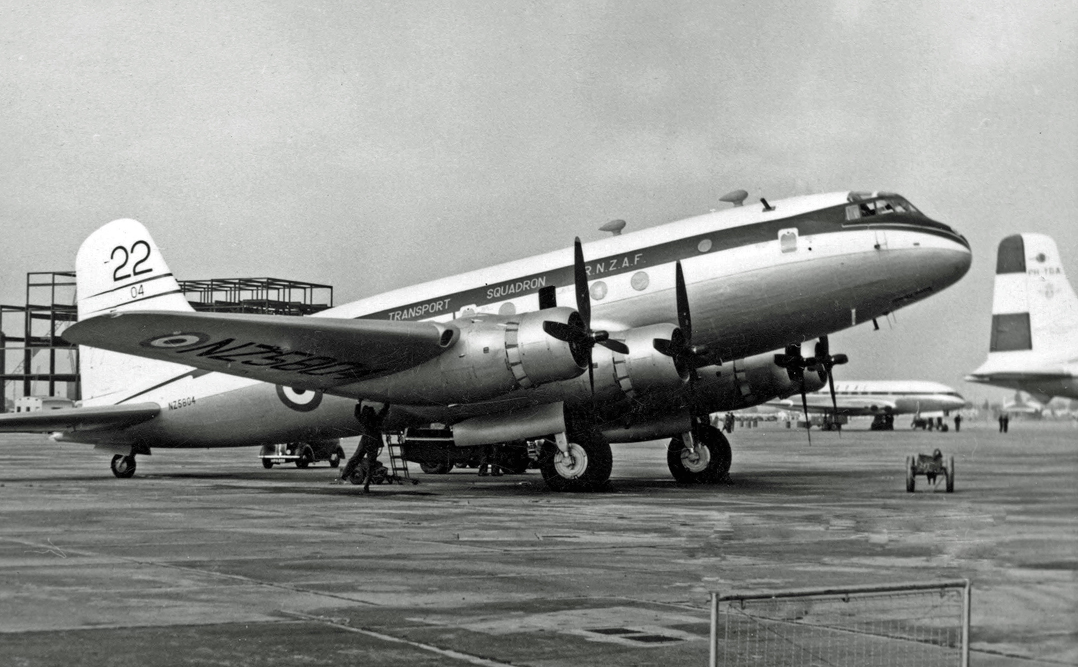
Hastings C.3 del No.40 Squadron de la RNZAF en el Aeropuerto de Heathrow en 1953.

El Hastings había sido puesto en servicio rápidamente por la RAF en septiembre de 1948 debido a la apremiante necesidad de aviones de transporte adicionales para satisfacer las demandas del Puente Aéreo de Berlín . Entre septiembre y octubre de 1948, el No. 47 Squadron reemplazó rápidamente su flota de Halifax A.Mk 9 por Hastings; el escuadrón realizó su primera salida utilizando el modelo a Berlín el 11 de noviembre de 1948. Durante el puente aéreo, la flota de Hastings se utilizó intensamente, principalmente transportando envíos de carbón a la ciudad; antes del final de la crisis, dos escuadrones más, los 297 y 53, participarían en el esfuerzo.   La última salida del puente aéreo fue realizada por un Hastings, lo que tuvo lugar el 6 de octubre de 1949;  según el historiador sobre aviación Paul Jackson, los 32 Hastings desplegados durante la operación habían entregado un total de 50 700 toneladas de suministros, durante la cual se perdieron dos aviones. 
Se adquirió un total de 100 aviones Hastings C.1 y 41 Hastings C.2 para entrar en servicio con el Mando de Transporte de la RAF, que comúnmente desplegó el modelo en sus rutas de larga distancia, así como en usos en transporte táctico hasta bastante después de la llegada del más rápido Bristol Britannia de motores turbohélice durante 1959. Un ejemplo de este último uso fue durante la guerra del Sinaí de 1956, durante la cual, varios Hastings de los Escuadrones 70, 99 y 511 lanzaron paracaidistas sobre el aeródromo de El Gamil, Egipto. Se asignó un total de cuatro Hastings en configuración vip al 24 Squadron.
Los Hastings continuaron proporcionando apoyo de transporte a las operaciones militares británicas por todo el mundo en los años 50 y 60, incluyendo suministros lanzados a las tropas que se oponían a las fuerzas indonesias en Malasia, durante la confrontación indonesio-malaya. A principios de 1968, el Hastings fue retirado del Mando de Transporte de la RAF, momento en que había sido reemplazado por el Lockheed Hercules estadounidense y por el Armstrong Whitworth AW.660 Argosy británico, siendo ambos transportes turbohélice más modernos.
A partir de 1950, los aviones de reconocimiento meteorológico Met. Mk 1 fueron usados por el 202 Squadron, basado en RAF Aldergrove, Irlanda del Norte; fueron usados por el escuadrón hasta su disolución el 31 de julio de 1964, habiéndose quedado obsoletos por la introducción de los satélites meteorológicos. Los Hastings T.Mk 5 permanecieron en servicio como entrenadores de radar hasta bien entrados los años 70; la variante también se usó para otros fines durante esta época, como el transporte ocasional, bautizos aéreos y misiones de búsqueda y rescate. Los Hastings incluso fueron desplegados con propósitos de reconocimiento durante las guerras del Bacalao con Islandia, durante el invierno de 1975-76; finalmente fue retirado del servicio el 30 de junio de 1977.
Además de su uso por la RAF, cuatro Hastings C.Mk 3 también fueron adquiridos por Nueva Zelanda, donde fueron operados por los No. 40 y No. 41 Squadron de la Real Fuerza Aérea de Nueva Zelanda (RNZAF). El servicio voló el modelo hasta que fue reemplazado por el Lockheed C-130 Hercules estadounidense durante 1965. Uno se estrelló en RAAF Base Darwin y causó daños considerables a la conducción principal de agua de la ciudad, su vía ferroviaria y su carretera de acceso. Los otros tres fueron desguazados en RNZAF Base Ohakea. Durante la época en que los motores tuvieron problemas con sus válvulas de manguito (dificultades de aceite lubricante), el personal de la RNZAF bromeaba con que el Hastings era el mejor avión trimotor del mundo.

## Variantes

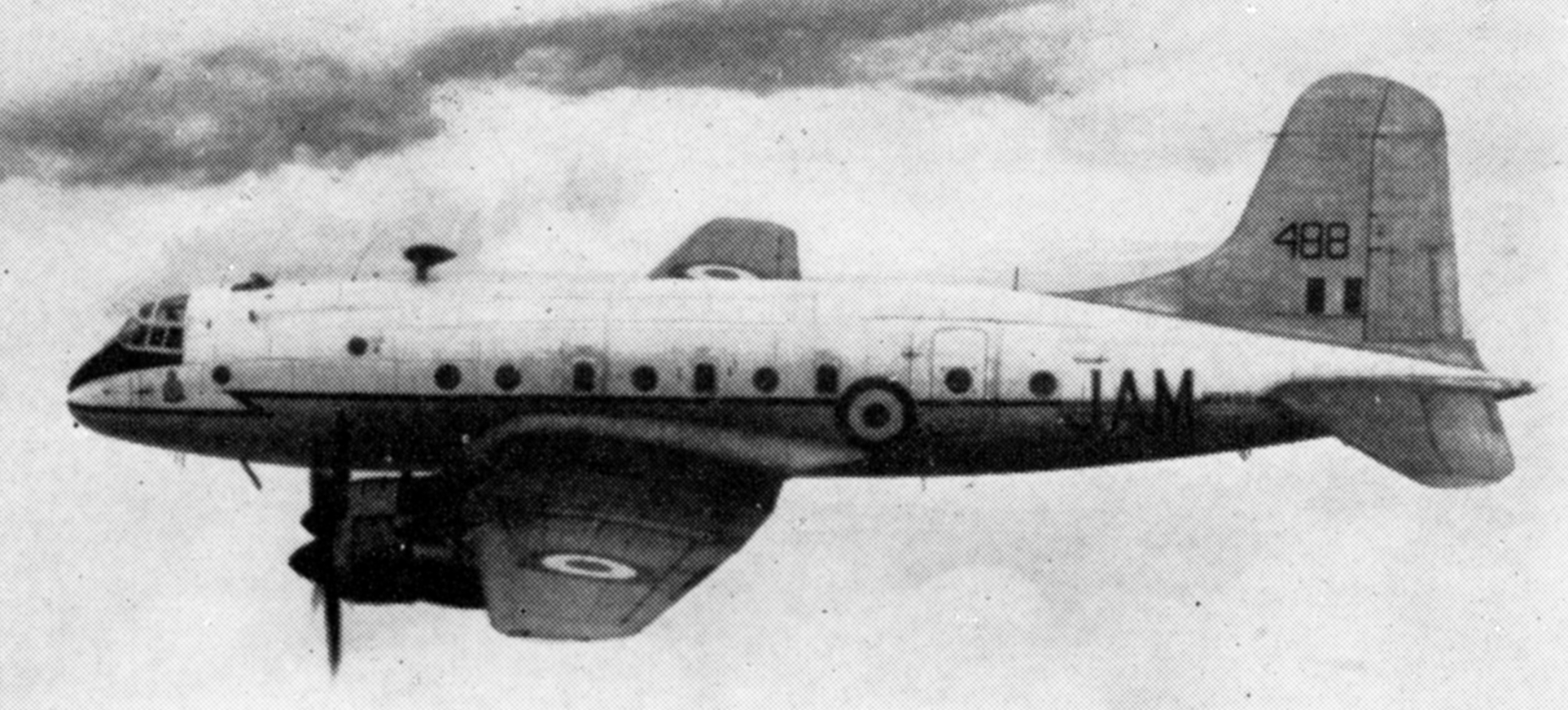
Hastings C.2 WD488.

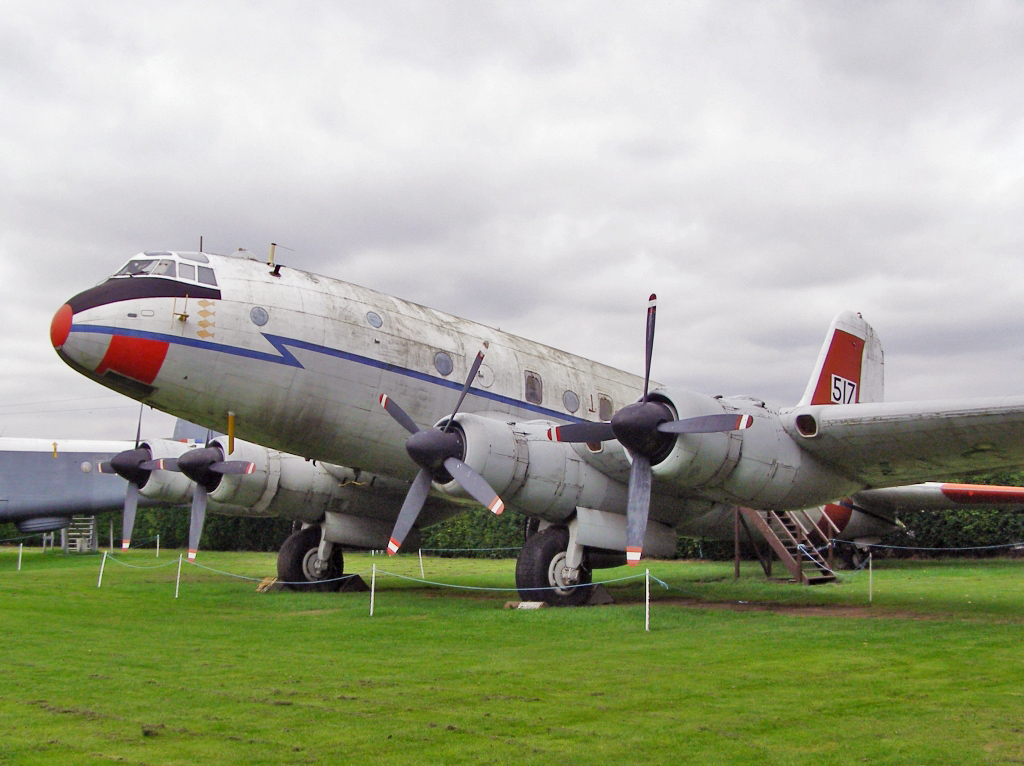
HP Hastings T.5 TG517 en el Newark Air Museum.

HP.67 Hastings
Prototipos, dos construidos.
HP.67 Hastings C.1
Aviones de producción con cuatro motores Bristol Hercules 101, 94 construidos y todos más tarde convertidos en C.1A y T.5.
HP.67 Hastings C.1A
C.1 reconstruidos al estándar C.2.
HP.67 Hastings Met.1
Versión de reconocimiento meteorológico para el Mando Costero, seis construidos.
HP.67 Hastings C.2
Versión mejorada con plano de cola de mayor superficie montado más bajo en el fuselaje, capacidad de combustible aumentada y propulsada por motores Bristol Hercules 106, 43 construidos y C.1 modificados a este estándar como C.1A.
HP.95 Hastings C.3
Aviones de transporte para la RNZAF, similares al C.2, pero con motores Bristol Hercules 737, cuatro construidos.
HP.94 Hastings C.4
Versión de transporte para cuatro vips y estado mayor, cuatro construidos.
HP.67 Hastings T.5
Ocho C.1 convertidos para el Mando de Bombardeo de la RAF con radomo ventral para entrenar a tripulaciones de bombarderos V en el Sistema de Bombardeo y Navegación (Navigation Bombing System, NBS).

## Operadores
Nueva Zelanda
- Real Fuerza Aérea Neozelandesa

 Reino Unido
- Real Fuerza Aérea

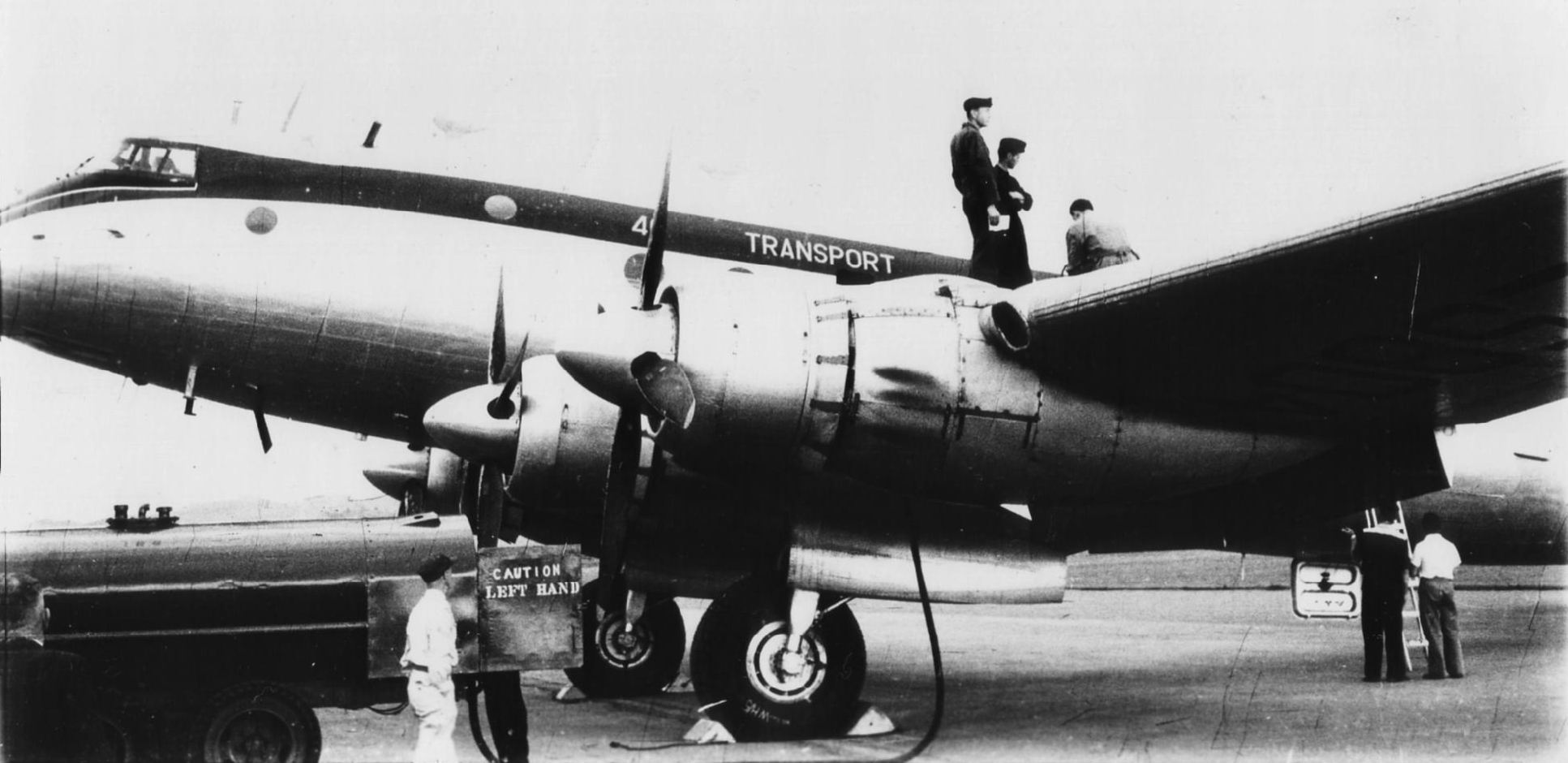
Un Hastings del No. 40 Squadron de la RNZAF repostando.

- Aeroplane and Armament Experimental Establishment
- Royal Aircraft Establishment.

## Supervivientes

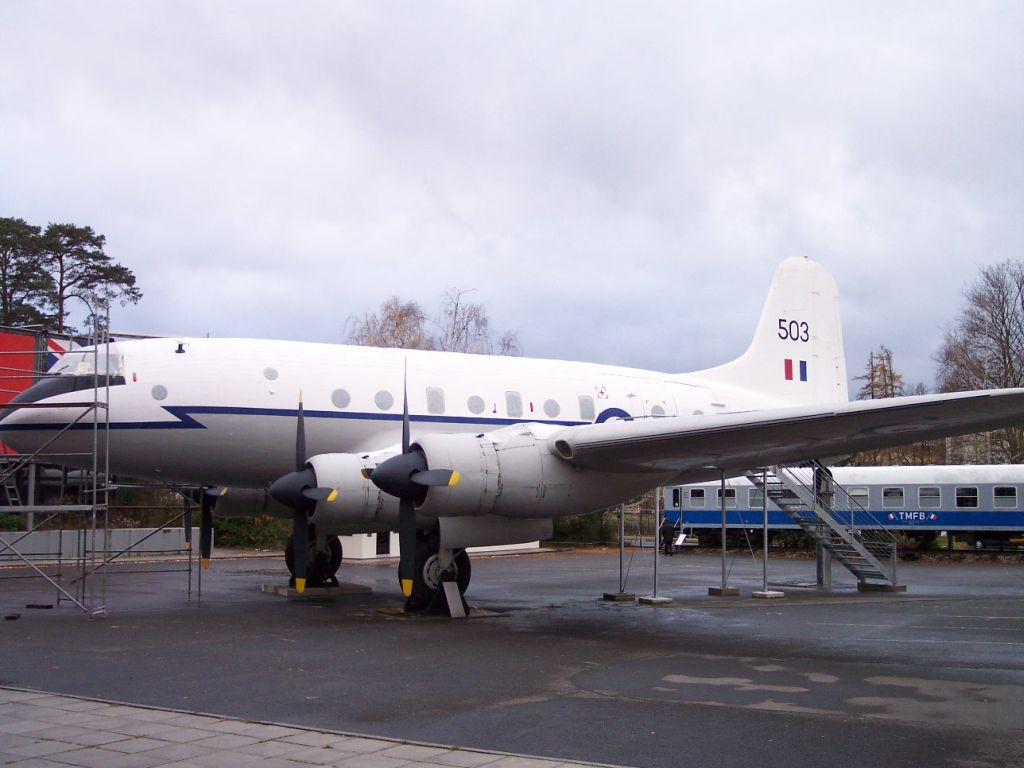
Hastings TG503.

Cuatro Hastings están preservados en el Reino Unido y Alemania:
- TG503 (T.5): en exhibición en el Museo de los Aliados, Berlín, Alemania. Este ejemplar participó en el Bloqueo de Berlín.[20]
- TG511 (T.5): en exhibición en la National Cold War Exhibition en Museo de la Real Fuerza Aérea Británica de Cosford, Reino Unido.[13]
- TG517 (T.5): en exhibición en el Newark Air Museum, Newark, Reino Unido.[21]
- G528 (C.1A): en exhibición en el Museo Imperial de Guerra de Duxford, Reino Unido.[22]
- NZ5801 (C.3) de 1952: sólo sección de morro/cabina preservada en Auckland, en el Museum of Transport and Technology de Nueva Zelanda, junto con motores, hélices y un montaje del tren de aterrizaje que es funcional, con propósitos de exhibición. [6]

## Accidentes e incidentes
- 16 de julio de 1949: el Hastings TG611 perdió el control durante el despegue en el Aeropuerto de Berlín-Tegel y se precipitó contra el suelo debido a una compensación de cola incorrecta; los cinco tripulantes murieron.[23]
- 26 de septiembre de 1949: el Hastings TG499 se estrelló después de que el radomo ventral  se desprendiera y golpease la cola en vuelo; los tres tripulantes a bordo murieron.[24]
- 20 de diciembre de 1950: el Hastings TG574 perdió una hélice en vuelo, que penetró en el fuselaje y mató al copiloto. El avión se desvió hacia Benina, Libia, e intentó un aterrizaje de emergencia, durante el cual acabó capotando. Murió un total de cinco de los siete tripulantes, pero los 27 pasajeros sobrevivieron (todos tripulantes retornados).[25]
- 19 de marzo de 1951: el Hastings WD478 entró en pérdida al despegar desde RAF Strubby; murieron tres tripulantes.[26]
- 16 de septiembre de 1952: el Hastings WD492 experimentó una desorientación y se estrelló en Northice, Groenlandia. Tres militares resultaron heridos durante el incidente, pero todos los tripulantes fueron recuperados sin peligro por el USAF Rescue de Thule.[27]
- 12 de enero de 1953: el Hastings C.1 TG602 se estrelló en Egipto después del despegue desde RAF Fayid, cuando ambos elevadores y el plano de cola se desprendieron; los cinco tripulantes y cuatro pasajeros fallecieron.[28]
- 22 de junio de 1953: el Hastings WJ335 entró en pérdida y se estrelló al despegar desde RAF Abingdon después de que los bloqueos de los controles del elevador se dejaran instalados. Los seis tripulantes murieron.[29]
- 23 de julio de 1953: el Hastings TG564 se estrelló al aterrizar en RAF Kai Tak, con un fallecido en tierra y el avión completamente calcinado. El vuelo realizaba una operación de evacuación de heridos desde Corea hasta el Reino Unido.[30]
- 2 de marzo de 1955: el Hastings WD484 entró en pérdida y se estrelló al despegar desde RAF Boscombe Down debido a que los controles del elevador estaban bloqueados; los cuatro tripulantes murieron.[31]
- 9 de septiembre de 1955: el Hastings NZ5804 perdió potencia en tres motores debido a múltiples impactos de aves y se estrelló justo después de despegar desde Darwin (Australia). 25 tripulantes y pasajeros sobrevivieron.
- 13 de septiembre de 1955: el Hastings TG584 perdió el control tratando de hacer una entrada larga en RAF Dishforth y se estrelló; cinco fallecidos.[32][33]
- 9 de abril de 1956: el tren de aterrizaje del Hastings WD483 colapsó en el aterrizaje y el avión se estrelló. Sin muertes.
- 29 de mayo de 1959: el Hastings TG522 entró en pérdida y se estrelló al aproximarse al Aeropuerto Internacional de Jartum, Sudán, tras un fallo de motor. Los cinco tripulantes murieron, 25 pasajeros sobrevivieron.[34]
- 1 de marzo de 1960: el Hastings TG579 se estrelló en el mar a 1,5 millas al este de RAF Gan, Maldivas, en una violenta tormenta tropical. Los seis tripulantes y 14 pasajeros sobrevivieron.[35]
- 29 de mayo de 1961: el Hastings WD497 entró en pérdida y se estrelló en Singapur después de una pérdida de potencia; 13 muertos.[36]
- 10 de octubre de 1961: el Hastings WD498 entró en pérdida y se estrelló al despegar desde RAF El Adem, Libia, después de que el asiento del piloto cayera hacia atrás. Murieron 17 de los 37 ocupantes.[37]
- 17 de diciembre de 1963: fallo de motor del Hastings C.1A TG610 durante una toma y despegue en Thorney Island (Sussex Occidental). El avión acabó, y destruyó, en un edificio de servicio radiofónico, matando a un ocupante del mismo e hiriendo a otros cuatro. La tripulación salió ilesa.
- 6 de julio de 1965: el Hastings C.1A TG577, que salía desde RAF Abingdon para realizar un lanzamiento de paracaidistas, se estrelló en Little Baldon, Oxfordshire, con la pérdida de 41 vidas. La causa fue la fatiga del metal de dos de los pernos del elevador.[38]
- 4 de mayo de 1966: el Hastings TG575 fue dado de baja cuando su tren de aterrizaje colapsó en un aterrizaje en RAF El Adem, Libia.[39]

## Especificaciones (Hastings C.2)
Referencia datos: Jane's All The World's Aircraft 1951–52, Flight International

### Características generales
- Tripulación: Cinco (piloto, copiloto, radio operador, navegante e ingeniero de vuelo)
- Capacidad: 

  - 50 soldados o
  - 35 paracaididtas o
  - 32 camillas y 29 heridos sentados
- Carga: 9213 kg
- Longitud: 24,9 m (81,7 ft)
- Envergadura: 34,4 m (113 ft)
- Altura: 6,9 m (22,5 ft)
- Superficie alar: 130,8 m² (1408 ft²)
- Perfil alar: NACA 23021 en raíz, NACA 23007 en punta
- Peso vacío: 21 987 kg (48 459,3 lb) (equipado, como carguero)
- Peso máximo al despegue: 36 287 kg (79 976,5 lb)
- Planta motriz: 4× motor radial de 14 cilindros en dos filas refrigerado por aire Bristol Hercules 106.
  - Potencia: 1249 kW (1722 HP; 1698 CV) cada uno.
- Hélices: 1× de Havilland de cuatro palas de velocidad constante por motor.
- Diámetro de la hélice: 3,96 m
- Alargamiento: 9,08:1
- Capacidad de combustible: 14 420 L

### Rendimiento
- Velocidad máxima operativa (Vno): 560 km/h (348 MPH; 302 kt) a 6800 m (22 200 pies)
- Velocidad crucero (Vc): 468 km/h (291 MPH; 253 kt) a 4600 m (15 200 pies) (mezcla débil)
- Alcance: 2720 km (1469 nmi; 1690 mi) (máxima carga), 6840 km (máximo combustible, 3400 kg de carga)
- Techo de vuelo: 8100 m (26 575 ft)
- Régimen de ascenso: 5,2 m/s (1024 ft/min)
- Tiempo a altitud: 26 min hasta 7900 m (26 000 pies)
- Carrera de despegue hasta 15 m (50 pies): 1623 m
- Distancia de aterrizaje desde 15 m (50 pies): 1310 m

## Aeronaves relacionadas

### Desarrollos relacionados
- Handley Page Hermes

### Secuencias de designación
- Secuencia HP._ (interna de Handley Page): ← HP.63 - HP.64 - HP.65 - HP.66 - HP.67 - HP.68 - HP.69 - HP.70 - HP.71 - HP.72 - HP.73 - HP.74 - HP.75 - HP.76 -- HP.86 - HP.87 - HP.88 - HP.89 - HP.90 - HP.91 - HP.92 - HP.93 - HP.94 - HP.95 - HP.96 - HP.97 - HP.98 →